# Nasir Khan Ier
Nasir Khan Ier (vers 1710-1794) fut un khan du royaume de Kalat de 1749 jusqu'à sa mort.
Il suivit Nâdir Shâh dans l'Inde et s'y fit une réputation de bravoure. De retour, il détrôna et tua son frère Hadji-Mohammed, khan des Baloutches, qui s'était rendu odieux à ses sujets et fut proclamé en sa place. Il rétablit l'ordre dans le pays, fit d'utiles règlements, favorisa le commerce, se rendit indépendant de la suzeraineté d'Afghanistan, et agrandit le Béloutchistan.

## Source
Marie-Nicolas Bouillet  et Alexis Chassang (dir.), « Nessir-Khan » dans Dictionnaire universel d’histoire et de géographie, 1878 (lire sur Wikisource)